# Doktorsee

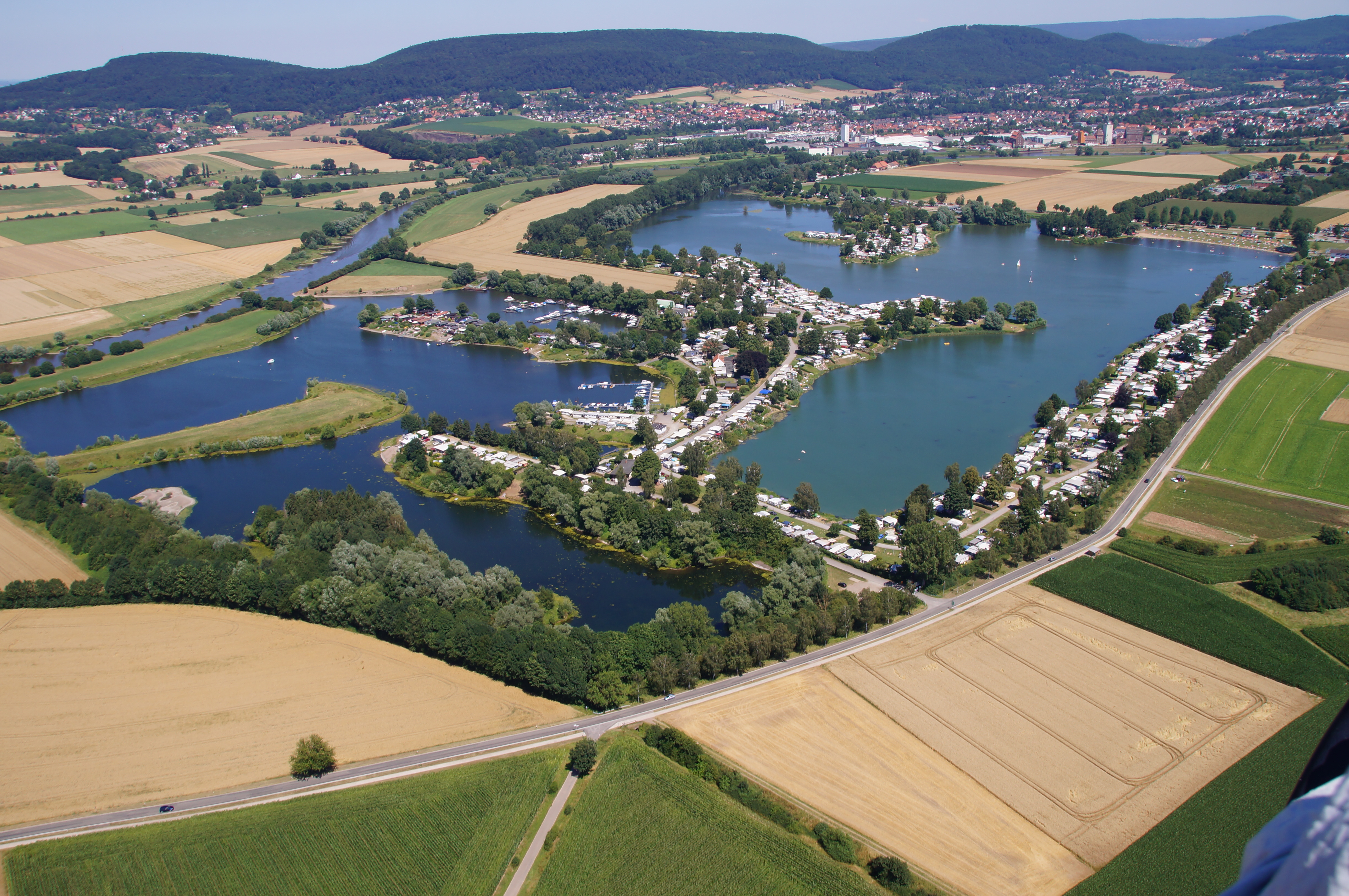
Doktorsee

Der Doktorsee ist ein künstlicher Bade- und Freizeitsee nahe der Stadt Rinteln im Weserbergland.

## Lage und Beschreibung
Der See befindet sich westlich der Altstadt von Rinteln und liegt südlich (links) der Weser auf der Landesgrenze zwischen Niedersachsen (Stadt Rinteln im Landkreis Schaumburg) und Nordrhein-Westfalen (Stadt Porta Westfalica) im Kreis Minden-Lübbecke. Der See besteht eigentlich aus zwei Seen, die durch eine schmale Landzunge voneinander getrennt sind und keine Verbindung untereinander besitzen. Der kleinere, westliche See hat einen direkten Zugang zur Weser.
Der See entstand in den Jahren bis 1960 durch den Abbau von Kies und Sand. Nach der Einstellung des Abbaus wurde der See als Badesee genutzt. Am Ufer entstand ein ausgedehntes Freizeit- und Erholungsgebiet mit Campingplatz und entsprechender Infrastruktur. Das Freizeitgelände (See und Campinggelände) besitzt eine Fläche von 152 Hektar, wovon die Hälfte Wasserfläche ist. Rund um den See besteht während der Saison ein Angebot verschiedener Veranstaltungen, Ende Juli insbesondere das auch überregional bekannte große Sommerfest mit Feuerwerk Doktorsee in Flammen. An die Anfänge des Campingtourismus erinnert ein historischer Kleincaravan, der im Museum Rinteln in der „Eulenburg“ ausgestellt wird.
Der Name geht auf die sich ursprünglich hier befindlichen Wiesen und Weiden zurück. Diese sogenannten „Doktorweiden“ wurden von den Professoren der Universität Rinteln als Viehweiden genutzt.